# Katechismus der katholischen Kirche
Der Katechismus der Katholischen Kirche (abgekürzt KKK, inoffizielle Bezeichnung: Weltkatechismus, manchmal auch:  Katechismus der katholischen Kirche) ist ein Handbuch der Unterweisung in den Grundfragen des römisch-katholischen Glaubens. Katechismus ist vom griechischen κατηχέω (katechéo „ich unterrichte/unterweise“) abgeleitet. Der KKK ist eine „Darlegung des Glaubens der Kirche und der katholischen Lehre, wie sie von der Heiligen Schrift, der apostolischen Überlieferung und vom Lehramt der Kirche bezeugt oder erleuchtet wird“. Mit durchgehender Absatznummerierung, zusammenfassenden Kurztexten am Ende der einzelnen Kapitel und umfangreichen Verweisen auf vergleichbare Absätze und auf Texte der Bibel und der katholischen Tradition ist der KKK neben einer zusammenhängenden Darstellung auch ein Nachschlagewerk des römisch-katholischen Verständnisses des christlichen Glaubens.
Papst Johannes Paul II. hat ihn am 25. Juni 1992 approbiert und seine Veröffentlichung am 11. Oktober 1992 durch die Apostolische Konstitution Fidei Depositum angeordnet. Der Katechismus wurde in zahlreiche Sprachen übersetzt, als amtliche Ausgabe gilt jedoch die lateinische. Authentische Vorlage für alle landessprachlichen Ausgaben ist der 1997 erschienene Catechismus Catholicae Ecclesiae, dessen Änderungen in die aktuellen Ausgaben eingearbeitet wurden.

## Vorgänger
Der erste Katechismus wurde im 8. Jahrhundert von dem englischen Gelehrten Alkuin verfasst und es folgten weitere erweiterte Katechismen. In der Reformationszeit verfasste Martin Luther 1529 den kleinen Katechismus und speziell für Theologen und Pfarrer ab 1528 den großen Katechismus. Das veranlasste Petrus Canisius 1555 zur Veröffentlichung des Größeren Katechismus für Studenten. 1566 wurde schließlich der Catechismus Romanus aufgrund eines Dekrets des Trienter Konzils verfasst und war primär für Pfarrer bestimmt. Dieser wurde in mehrere Landessprachen übersetzt, darunter ins Deutsche. Danach erschienen vor allem im 20. Jahrhundert weitere Erwachsenen- und Kleine Katechismen.

## Entstehung
Der KKK wurde zunächst unter dem Arbeitstitel „Weltkatechismus“ entwickelt. Nach eigenen Angaben setzte Papst Johannes Paul II. damit einen Wunsch der Bischofssynode aus Anlass des zwanzigjährigen Jubiläums des Abschlusses des Zweiten Vatikanischen Konzils 1985 um. Er berief 1986 eine Kommission aus zwölf Kardinälen und Bischöfen unter Vorsitz von Joseph Kardinal Ratzinger ein, die in sechs Jahren einen Entwurf für den Katechismus vorbereitete. Unterstützt wurde sie dabei von einem Redaktionskomitee von sieben Diözesanbischöfen sowie Fachleuten für Theologie und Katechese.
Sekretär der Katechismuskommission war Christoph Schönborn, zu Anfang Professor für Dogmatik in Fribourg, seit 1991 Weihbischof in Wien. Mitglieder der Kommission waren neben Joseph Ratzinger: Kardinal William Wakefield Baum, Kardinal Simon D. Lourdusamy, Kardinal Jozef Tomko, Kardinal Antonio Innocenti, Erzbischof Jan Schotte, Kardinal Bernard F. Law (Boston), Erzbischof Jerzy Stroba (Posen), Erzbischof Henry Sebastian D’Souza (Kalkutta), Koadjutor-Erzbischof Isidore de Souza (Cotonou, Benin), Bischof Felipe Santiago Benítez Ávalos (Asunción, Paraguay), der melkitische Erzbischof des syrischen Aleppo Néophytos Edelby (später ersetzt durch den maronitischen Bischof Guy-Paul Noujaim).
Das Redaktionskomitee bestand aus: José Manuel Estepa Llaurens (spanischer Militärbischof), Erzbischof Jean-Marcel Honoré (Tours), Erzbischof Estanislao Esteban Karlic (Paraná, Argentinien), Bischof David Every Konstant (Leeds), Erzbischof Joseph Levada (Portland in Oregon), Bischof Alessandro Maggiolini (Carpi, seit 1989 Como), Bischof Jorge Arturo Medina Estévez (Rancagua, Chile), dem maronitischen Priester Jean Corbon (Libanon).
Am Anfang der Arbeit am Katechismus wurden die Grundsätze für das Werk festgehalten:
- Der Katechismus soll eine organische und synthetische, möglichst prägnante und vollständige Darstellung der wesentlichen und grundlegenden Elemente der katholischen Glaubens- und Sittenlehre bieten, im Licht des Zweiten Vatikanischen Konzils und in Kontinuität zur Tradition der Kirche.
- Die Adressaten des Katechismus sollen in erster Linie die Bischöfe als Lehrer des Glaubens sein, in zweiter Linie die Verfasser von Katechismen, Katecheten und alle Gläubigen.
- Die Struktur soll dreigliedrig sein: Glaubensbekenntnis, Sakramente, Dekalog.

Nach einer Reihe von Entwürfen und Eingaben der Bischöfe aus der ganzen Weltkirche wurden am 14. Februar 1991 der endgültige Text und der Titel des Katechismus (zuvor: „Katechismus für die Weltkirche“) festgelegt.
Der KKK wurde 1992 zunächst in französischer Sprache veröffentlicht, anschließend in verschiedene Sprachen übersetzt, bis 1997 die maßgebliche lateinische Ausgabe (mit Änderungen, die dann in die aktuellen Ausgaben eingearbeitet wurden) erschien.
Papst Johannes Paul II. beauftragte 2003 Joseph Ratzinger, aus dem KKK einen Kurzkatechismus zu erstellen. Der 2005 veröffentlichte „Volkskatechismus“ (Kompendium des Katechismus der Katholischen Kirche) beantwortet – anknüpfend an alte Katechismus-Traditionen (siehe Martin Luthers Kleinen Katechismus) – auf 256 Seiten 598 Fragen und wurde 2005 zunächst in italienischer Sprache veröffentlicht, ist inzwischen aber auch auf Deutsch verfügbar. Am 2. August 2018 verankerte Papst Franziskus die generelle Ablehnung der Todesstrafe auch im Katechismus.

## Gliederung
Nach dem Prolog (1–25) ist der Text des KKK in vier Teile gegliedert:

### Das Glaubensbekenntnis (Glaube)
- Absätze 26–1065
- Zunächst werden grundsätzliche Aussagen (vgl. Fundamentaltheologie) über die Vernehmbarkeit und die Weitergabe (Apostel, Bibel) der Offenbarung getroffen und über den Glauben reflektiert.
- Das Apostolische Glaubensbekenntnis bildet im zweiten Abschnitt die Leitlinie, anhand derer Aussagen und Erläuterungen zu Glaubensinhalten getroffen werden.

### Die Feier des christlichen Mysteriums (Sakramente)
- Absätze 1066–1690
- Liturgie wird als Grundvollzug von Kirche und Gemeinde erläutert, die Vielzahl wird als Einheit herausgestellt.
- Anhand der sieben Sakramente Taufe, Firmung, Eucharistie, Buße, Krankensalbung, Priesterweihe und Ehe werden die grundsätzlichen Aussagen entfaltet und im Einzelnen aufgezeigt.

### Das Leben in Christus (Moral)
- Absätze 1691–2557
- Das „Leben im Heiligen Geist“ wird als Berufung des Menschen herausgestellt, hierbei werden die grundsätzlichen Themen der Moraltheologie behandelt (Freiheit, Sittlichkeit, Gewissen, Tugend, Sünde), Hauptaspekte der Katholischen Soziallehre wiedergegeben und die Frage nach Gnade und Rechtfertigung beschrieben.
- Entfaltet werden diese Aussagen entlang der Zehn Gebote.

### Das christliche Gebet (Gebetsleben)
- Absätze 2558–2865
- Zunächst werden Bedeutung, Quellen und Formen des Gebets im christlichen Gebet erläutert und ausgelegt.
- Im zweiten Abschnitt wird das Vaterunser als Zusammenfassung des ganzen Evangeliums dargestellt und die Anrede „Vater“ geistlich erläutert. Die sieben Bitten des Vaterunsers werden im Einzelnen entfaltet.

## Geltungsbereich
Der KKK „ist nicht dazu bestimmt, die […] örtlichen Katechismen zu ersetzen […] Er ist dazu bestimmt, zur Abfassung neuer örtlicher Katechismen zu ermuntern und die zu unterstützen, die den verschiedenen Situationen und Kulturen Rechnung tragen, aber zugleich sorgfältig die Einheit des Glaubens und die Treue zur katholischen Lehre wahren.“ (Fidei depositum, Nr. 4) Nach dieser Vorgabe gilt der Inhalt des KKK als authentische Lehrmeinung der ganzen katholischen Kirche und soll insofern als verbindlich angesehen werden.
Der Katechismus will unterschiedlichste Adressaten ansprechen und Aufgaben erfüllen:
- Als Leitfaden und maßgeblicher Bezugspunkt soll er der Erarbeitung von verschiedenen Katechismen für die verschiedenen Altersstufen in den Diözesen, Ländern und Regionen der Weltkirche dienen.
- Für die Priester, Religionslehrer und Katecheten soll er Hilfsmittel („sicherer und authentischer Bezugstext“) in der Glaubensunterweisung sein.
- Für die Katholiken, die sich zusammenhängend und umfassend über ihren Glauben orientieren möchten, soll er eine Art Lesebuch und Nachschlagewerk darstellen.
- Für Menschen anderer Religionen oder Weltanschauungen soll er als Informationsquelle über den katholischen Glauben dienen.

## Kritik
Neben einer breiten Würdigung des KKK als Gesamtdarstellung des christlichen Glaubens nach römisch-katholischem Verständnis wurde – insbesondere von Hansjürgen Verweyen und Ulrich Ruh – am KKK grundsätzlich bemängelt, dass der Katechismus durch die unklare bzw. divergierende Zielgruppe den Sinn und Zweck verfehle, eine Einheitlichkeit des Werkes nur oberflächlich vorliege, der KKK ein ungeschichtliches Selbstverständnis zeige und er dem heutigen Glaubensverständnis beziehungsweise der heutigen christlichen Lebensgestaltung zu wenig Rechnung trage.
Der am schwersten wiegende Einwand dürfte darin bestehen, dass der KKK theologisch in einigen wesentlichen Punkten hinter das Zweite Vatikanische Konzil zurückgehe. Dies sei an einzelnen Beispielen erläutert:

### Umgang mit Bibeltexten
- Weder erfolge die historisch-kritisch abgesicherte Rückfrage nach dem irdischen Jesus, noch werde genügend auf die eigenständigen theologischen Aussagen der biblischen Verfasser geachtet: „es dominiert die Theologie der Katechismusverfasser über die der neutestamentlichen Autoren, die wieder nur als Lieferanten von Belegstellen fungieren.“[7]
- Die geistliche Schriftauslegung werde gegen den biblischen Text an manchen Orten (v. a. im Absatz „Die Mysterien des Lebens Christi“ KKK 512–570) historisierend dargestellt.

### Umgang mit Texten des Zweiten Vatikanischen Konzils
- Das Verständnis von Offenbarung, das sich seit dem II. Vatikanum (Konstitution Dei Verbum) von der instruktionstheoretischen (Glaube = Für-wahr-Halten einer Lehre) und extrinsezistischen (Glaube gründet auf Wunder statt auf Vernunfteinsicht) Zugangsweise gelöst hatte und jetzt stärker christologisch und ganzheitlich gefasst wurde, werde im KKK zurückgeführt auf das alte Modell: Die Offenbarung zeige sich als ein Schatz von für wahr zu haltenden Lehren, die von der Vernunft des Menschen nicht durchdringbar seien und durch Wunder legitimiert werden.[8]
- Seit in Dei Verbum das Verhältnis von Schrift (Bibel) und Tradition (kirchliche Überlieferung) als wechselseitige Priorität verstanden worden, deute der KKK heute wieder durch die besondere Betonung der geistlichen Auslegung und der kirchlichen Autorität ein Übergewicht der Tradition und kirchlichen Autorität vor der Schrift an.[9]

## Ausgaben

### In deutscher Sprache
- Katechismus der Katholischen Kirche. Oldenbourg, München und Wien / St. Benno, Leipzig / Paulusverlag, Freiburg im Üechtland / Veritas, Linz 1993, ISBN 3-486-55999-0 (geb.) ISBN 3-486-56038-7 (Taschenbuch).
- Katechismus der Katholischen Kirche. Neuübersetzung aufgrund der Editio typica latina. Mit CD-ROM. Oldenbourg, München und Wien / St. Benno, Leipzig / Paulusverlag, Freiburg im Üechtland, ISBN 3-486-56637-7; korrigierter Nachdruck 2005.

### Erstausgabe in französischer Sprache und Editio typica latina
- Catéchisme de l’Eglise Catholique. Mame / Plon, Paris 1992, ISBN 2-7289-0549-5.
- Catechismus Catholicae Ecclesiae. Libreria Editrice Vaticana, Città del Vaticano 1997, ISBN 88-209-2428-5.

### Kurzfassung (Kompendium)
- Katechismus der Katholischen Kirche. Kompendium. Deutsch. Pattloch, München 2005, ISBN 3-629-02139-5 (geb.) und ISBN 3-629-02140-9 (Taschenbuch).